# بيتر كانافان
بيتر كانافان (بالإنجليزية: Peter Canavan)‏ هو لاعب كرة القدم الغالية بريطاني، ولد في 9 أبريل 1971 في مقاطعة تيرون في المملكة المتحدة.